# Мостовщики
Мосто́вщики (рос. Мостовщики) — присілок у складі Тугулимського міського округу Свердловської області.
Населення — 6 осіб (2010, 0 у 2002).